# 데이턴 협정
데이턴 협정 또는 정식 명칭 보스니아 헤르체고비나의 평화를 위한 일반합의문(영어: General Framework Agreement for Peace in Bosnia and Herzegovina)은 미국 오하이오주 데이턴 라이트-패터슨 공군기지에서 체결된 협정으로 1995년 11월 12일 조약의 수리가 완료되어 1995년 12월 14일 파리에서 공식적으로 체결되었다. 이 합의는 유고슬라비아 전쟁의 일부인 보스니아 전쟁을 끝내는 합의였다. 전쟁 당사국들은 보스니아 헤르체고비나를 세르브계 우세 지역인 스릅스카 공화국과 크로아트-보스니아계가 다수인 보스니아 헤르체고비나 연방으로 구성하는 것에 합의했다. 그러나 데이턴 협정은 보스니아 전쟁에서 벌어졌던 인종 학살에 대해 언급이 없었다는 점과 전쟁에 대한 효율적이지 못하고 불안정한 정치 구조를 제시했다는 점에서 많은 비판을 받았다.

## 협상 및 서명
데이턴 협정의 기본적인 요소들이 일찍이 1992년 국제 회담에서 제안되었지만, 이전의 평화 노력과 합의가 실패한 후, NATO의 보스니아 헤르체고비나 폭격과 병행하여 진행된 스릅스카 공화국에 대한 크로아티아 정부의 공세 작전이었던 폭풍 작전과 그 여파에 따라 이러한 협상들이 시작되었다. 1995년 9월과 10월 동안, 세계 강대국들(특히 미국과 러시아)은 컨택트 그룹에 모여 3개국 지도자들에게 합의 협상에 참석하도록 압력을 가했고, 결국 오하이오주 데이턴이 개최지로 선정되었다.
회담은 안소니 레이크 국가안보보좌관이 이끄는 팀이 1995년 8월 10일부터 14일까지 런던, 본, 파리 및 그 밖의 유럽 기착지들을 방문하면서 제시한 핵심 사항들의 개요로 시작되었다. 이들 도시 중에는 안드레이 코지레프 러시아 외무장관과 상담하기 위해 소치가 포함되었다. 레이크의 팀은 리처드 홀브룩 미국 국무부 차관보가 이끄는 별도의 미 기관간 그룹이 인수했으며, 이들은 발칸 각국의 수도에서 발칸 지도자들과 협상을 계속했다. 홀브룩과 관계자들은 8월부터 10월까지 제네바와 뉴욕에서 각각 9월 8일과 26일에 합의 원칙을 채택한 짧은 회의를 포함하여 다섯 차례에 걸쳐 강도 높은 셔틀 외교를 펼쳤다.
데이턴 회의는 1995년 11월 1일부터 11월 21일까지 열렸다. 이 지역의 주요 참석자는 세르비아의 슬로보단 밀로셰비치 대통령(이전에 보스니아 세르비아계가 자신들의 이익을 대변할 수 있는 권한을 부여한 사람들), 크로아티아의 프라뇨 투지만 대통령, 보스니아 헤르체고비나 공화국의 알리야 이제트베고비치 대통령과 그의 외무장관 무하메드 샤치르베그였다.
평화회의는 워런 크리스토퍼 미 국무장관이 이끌었고, 형식적으로 2명의 공동위원장을 맡은 칼 빌트 EU 특별대표와 이고르 이바노프 러시아 외무부 제1차관과 함께 협상가 리처드 홀브룩이 참석했다. 미국 대표단의 핵심 참석자는 웨슬리 클라크 장군이었다. 영국의 팀 단장은 영국 외무·영연방부 장관 폴린 네빌 존스다. 영국군 대표는 데이비드 리키였다. 폴 윌리엄스는 공공국제법정책그룹(PILPG)을 통해 보스니아 정부 대표단의 법률고문을 맡았다. 홀브룩은 "보스니아 정부를 심각한 협상에 끌어들이는 엄청난 어려움"에 대해 말했다. 협상 끝에 1995년 11월 12일 초안이 마련된 데이턴 협정은 1995년 12월 14일 공식적으로 완전히 체결되었다.

## 같이 보기
- 워싱턴 협정
- 에르두트 협정